# Aeródromo de Benabarre
El Aeródromo de Benabarre (OACI: LENA) es un aeródromo español privado y no controlado situado en el municipio de Benabarre (Huesca). El aeródromo es gestionado por el Ayuntamiento de Benabarre.
Está situado a 10km (5.4nm) al sur de Benabarre en la intersección de la carretera N-230 con la comarcal HU-V-9323 que conduce a Estopiñán del Castillo.
El aeródromo de Benabarre no dispone de combustible. Las gasolineras más cercanas se listan a continuación:
- Cepsa Estopiñan del Castillo - Carretera N-230, Pk 49.7, 22589 Estopiñán del Castillo, Huesca
- Repsol Benabarre - Carretera N-230 KM 63,5, 22580 Benabarre, Huesca
- Gasolinera Premira - Polígono Industrial UA 8, 20, 22580 Benabarre, Huesca

El aeródromo tiene una pista de aterrizaje de asfalto con orientación 10/28, una longitud de 768m (2578ft) y una anchura de 18m (59ft).